# Tamar Crnkic
Tamar Crnkic (* 23. November 2005) ist ein österreichischer Fußballspieler.

## Karriere

### Verein
Crnkic begann seine Karriere beim FC Wolfurt. Ab der Saison 2019/20 spielte er in der AKA Vorarlberg. Im September 2022 spielte er erstmals für seinen Stammklub FC Wolfurt in der Eliteliga Vorarlberg. Nach vier Einsätzen für Wolfurt wechselte er im Februar 2024 zu den Amateuren des SCR Altach. In eineinhalb Jahren in Altach kam er zu 42 Regionalligaeinsätzen, in denen er 14 Tore erzielte.
Zur Saison 2025/26 wechselte Crnkic zum Zweitligisten Schwarz-Weiß Bregenz, bei dem er einen bis 2027 laufenden Vertrag erhielt. Sein Debüt in der 2. Liga gab er im August 2025, als er am ersten Spieltag jener Saison gegen den SK Rapid Wien II in der 84. Minute für Isak Vojic eingewechselt wurde.

### Nationalmannschaft
Crnkic spielte im April 2022 zweimal im österreichischen U-17-Team.